# Сесілія Б'яджолі
Сесілія Б'яджолі (ісп. Cecilia Biagioli, 3 січня 1985) — аргентинська плавчиня.
Учасниця Олімпійських Ігор 2000, 2004, 2008, 2012 років.
Переможниця Панамериканських ігор 2011 року, призерка 2019 року.
Переможниця Південнамериканських ігор 2002, 2006, 2010 років, призерка 2014 року.